# استان بالیکسیر
بالیکسیر (به ترکی استانبولی: Balıkesir) نام یکی از استان‌های ترکیه است که مرکز آن هم شهری است به همین نام.
نام یونانی این منطقه پالئوکاسترون (Palaeokastron) به معنی «کاخ قدیمی» بود. ترکمن‌ها پس از ورود به منطقه آن را بالاک‌حصار خواندند که جزء اول نام آن شکلی از همان واژه یونانی پالئو(ک) و جزء دوم آن حصار عربی است. این نام بعداً به صورت بالک‌حصار درآمد.

محل استان بالیکسیر